# Brankovics György (metropolita)
Brankovics György (szerbül: Георгије Бранковић), (Kölpény, 1830. március 13. – Karlóca, 1907. július 17.) magyarországi szerb ortodox pap, 1882-től temesvári görög keleti püspök, 1890-től karlócai metropolita, valóságos belső titkos tanácsos, mecénás.

## Élete
Szülőfalujában édesapja lelkész volt. Ő maga elemi iskoláit Zentán végezte, ahová édesapja átköltözött. A gimnázium 4 alsó osztályába Óverbászon, az V. és VI. osztályba pedig Baján járt. A bölcsészetet 1847–1848 között Nagykőrösön hallgatta. A szabadságharc kitörése miatt nem folytathatta tanulmányait, a közigazgatási pályára lépett és Zentán mint városi aljegyző működött (1849–1852). 1852 őszén a Karlócai teológiai főiskolába iratkozott be. Teológiai tanulmányainak befejezése után egy ideig Zentán mint helyettes lelkész működött, 1859-ben pedig zombori esperessé választották meg. Az 1861–1862-ben megtartott szerb egyházi kongresszusokon nagy tevékenységet fejtett ki. 1882 májusában a zárdai papok rendjébe lépett, ahonnan júniusban az archimandrita székbe emelték, júliusban pedig temesvári görög keleti püspökké szentelték fel. 1890. május 1-jén karlócai érsekké és szerb patriárkává választotta meg a kongresszus. I. Ferenc József magyar király május 6-án megerősítette választását, és neki a valóságos belső titkos tanácsosi méltóságot adományozta. Beiktatása május 11-én ment végbe nagy ünnepélyességek között. 
Brankovics a magyarok és szerbek között a békesség szellemét képviselte. Különösen az iskolákat tette gondozásának főtárgyává, a magyarság hatalmas terjesztőjeként működött. Sokat áldozott a magyarországi szerbek művelődési céljaira, felépítette a zombori tanítóképzőt, illetve a karlócai hittudományi kar és patriarchátus palotáját.
1907-ben hunyt el 77 éves korában.